# Schietpartij op de Robb Elementary School
Op 24 mei 2022 schoot de 18-jarige Salvador Ramos op de Robb Elementary School, een basisschool in Uvalde in de Amerikaanse staat Texas, negentien kinderen en twee leraren dood en verwondde hij zeventien anderen. Eerder die dag had Ramos zijn grootmoeder in het gezicht geschoten en haar ernstig verwond. Na gedurende ongeveer twaalf minuten schoten te hebben gelost buiten de school, ging hij de Robb Elementary School binnen, gewapend met een geweer en een pistool zonder enig gewapend verzet te ontmoeten. Ramos sloot zichzelf op in een klaslokaal, waar hij in de loop van een uur zijn slachtoffers vermoordde, voordat hij werd gedood door een agent van de grenspolitie.
Het is de op twee na dodelijkste schietpartij ooit op een Amerikaanse school, na de schietpartij in Virginia Tech in 2007 en die op de Sandy Hook Elementary School in 2012, en de dodelijkste ooit in de staat Texas.

## Kritiek
Wetshandhavers werden bekritiseerd vanwege hun lange vertraging in reactie op de schietpartij. Toen politieagenten op de campus aankwamen, wachtten ze ongeveer 40 minuten voordat ze contact kregen met de verdachte en naar verluidt arresteerden ze ouders. Naderhand gaven lokale en staatsfunctionarissen tegenstrijdige en overdreven rapporten over de tijdlijn van politieacties. Na de schietpartij volgden bredere discussies over de Amerikaanse wapencultuur en geweld, passiviteit van politici en wetshandhaving in de Verenigde Staten als instelling. Sommigen hebben gepleit voor een beleid om aanvalswapens in het land te verbieden of de politie te bestraffen. Anderen bekritiseerden politici vanwege hun vermeende rol bij het mogelijk maken van massale schietpartijen jaar na jaar.